# Collelongo
Collelongo é uma comuna italiana da região dos Abruzos, província de Áquila, com cerca de 1 513 habitantes. Estende-se por uma área de 57 km², tendo uma densidade populacional de 27 hab/km². Faz fronteira com Balsorano, Civita d'Antino, Lecce nei Marsi, Ortucchio, San Vincenzo Valle Roveto, Trasacco, Villavallelonga.

## Demografia
| Variação demográfica do município entre 1861 e 2011                               |
|                                                                                   |
| Fonte: Istituto Nazionale di Statistica (ISTAT) - Elaboração gráfica da Wikipedia |